# Кристијан Тисијер
Кристијан Тисије (фр. Christian Tissier; Париз, 7. фебруар 1951) један је од најпознатијих аикидо инструктора на свету, који је зачетник ове уметности у Француској.

## Биографија
Кристијан Тисије је француски инструктор аикида, рођен у Паризу, Француској 7. фебруара 1951.године. Прве часове аикида почео је да узима 1962. године код Жан-Клод Таверниеа са свега 11 година, што га је чинило једним он најмлађих аикидока у Европи. Убрзо је прешао да тренира под Муцуро Наказоном, 7. Дан Аикидо Аикикаи. Године 1968. Кристијан је добио 2. Дан од Наказоно Сенсеиа пре одласка у Токио.

### Одлазак у Јапан
Године 1969, након неколико месеци мркотрпног рада, Кристијан Тисијер најзад успева да сакупи довољно новца за пут у Јапан. На жалост, мало пре него што је Тисијер стигао у Јапан, О Сенсеи Морихеи Уешиба је преминуо. Такође, када је стигао у Токио, био је готово без новца. Већину своје уштеђевине је потрошио на долазак у Јапан. Након тешког почетка, убрзо је нашао посао као модел, а нешто касније је радио и као професор француског језика. Овим је себи омогућио да се мирно смести у Јапану и усмери своју пажњу и време на тренирање аикидоа. Остварио је јаку везу са Моритеру Уешибом, Морито Суганумом, Сеиширо Ендом и још многим другим. Омиљени учитељи су му били Сеиго Јамагучи, Кисабуро Осања и Кишомару Уешиба. Био им је уке током тренинга и демонстрација. У Јапану, Кристијан Тисијер се још бавио и кенџуцуом, каратеом, кикбоксом, џудом, кендом и учио је јапански језик. Тамо је провео 7 година, а не годину и по колико је планирао, и добио 4. Дан.

### Повратак у Фрацуску
Након добијања 4. Дана, Сеиго Сенсеи му је предложио да се врати у Француску и да тамо промовише аикидо и шири своје знање које је стекао у Аикикаи Хомбу Доџу. Кристијан Тисијер се 1976. године вратио у Француску, а убрзо је почео и да подучава аикидо. Основао је школу Церкл Тисије (Cercle Tissier  ). Она је једна од највећих школа борилачких вештина у Европи. У овој школи се одржавају, поред аикидоа, још и  џудо, карате, џијуџицу, бокс, хапкидо, крав мага, кунг фу и још многе друге вештине које држе једни од најбољих професионалаца из тих области. Тисијер Сенсеи је један од оснивача ФФААА (Fédération Française Aïkido, Aïkibudo et Affinitaires), који је основан 1983. године. Представља једну од две главне аикидо групе у Француској. ФФААА је и званично призната од Аикикаи Фондације и од стране Интернационалне аикидо федерације и сада броји преко 25.000 практичара у 800 клубова. Тисијер Сенсеи је примио 5. Дан 1981. године, 6. Дан 1986. године и 7. Дан 1998. године и био је први не-јапански инструктор да добије звање Шихана.
Кристијан Тисијер је познат по томе што је развио један изузетан стил аикида, као и по многобројним семинарима које одржава широм света. Он служи Међународној аикидо федерацији као инструктор током конгреса и као технички координатор и демонстратор током великих догађаја као што су Светске борбене игре. Аутор је вишеструких књига о аикиду. У 2016. години Кристијан Тисијер, Мијамото Цурузо и Џиро Кимура добили су 8. Дан Аикидо Аикикаи од стране садашњег Дошу Моритеру Уешиба. Једини је Европљанин овог ранга и сада има још већи утицај на свет аикидоа.